# Нова Красниця
Нова Красниця — колишнє село в Україні Іванківського району Київської області, що знято з обліку в зв'язку з відселенням мешканців внаслідок аварії на ЧАЕС. До 1986 року входило до Чорнобильського району.
Село розміщується за 43 км від колишнього районного центру Чорнобиль.
Час виникнення не встановлено. Вперше згадується у джерелах 60-х років XIX ст. як село на 36 дворів. 1886 року населення становило 275 осіб.
1900 року село належало селянському товариству, мало 76 дворів, населення становило 463 мешканці, що займалися хліборобством. У селі працював вітряк. Підпорядковувалося Шепелицькій волості.
Підпорядковувалося (у 1920-30-х рр.) Товстоліській сільській раді, у 1960-80-х роках — Річицькій сільській раді. На межі 1960-70-х років проживало бл.290 мешканців.
Напередодні аварії на ЧАЕС у селі проживало 196 мешканців, було 109 дворів.
Село було виселене внаслідок сильного радіаційного забруднення 1986 року, мешканці переселені у села Аркадіївка Згурівського району та Королівка Макарівського району. Село офіційно зняте з обліку 1999 року за відсутністю жителів.
Після Чорнобильської катастрофи село увійшло до 10-кілометрової зони відчуження.
Частина території села згоріла під час лісових пожеж у 1996 році.
Частина території села згоріла під час лісових пожеж у 2020 році.
З кінця лютого до 1 квітня 2022 року село було окуповане російськими військами.